# Torekovs Golfklubb
Torekovs Golfklubb bildades 1924, som en av de första golfklubbarna i Sverige. Banan var då belägen strax söder om samhället Torekov. 1938 flyttade banan till sin nuvarande plats, några kilometer norr om samhället. Torekovs GK är en av få klassiska seasidebanor i Sverige. Banan är enligt många en av Skånes bästa, med havsutsikt från alla hål.